# Diaspora (romanzo)
Diaspora (Diaspora) è un romanzo fantascientifico di Greg Egan del 1997. È scritto con un linguaggio tecnologico-informatico che si rifà al genere della fantascienza hard e ai temi transumanisti.

## Trama
In un lontano futuro gran parte della specie umana ha deciso di abbandonare i propri corpi fisici, trasferendo le proprie menti o in realtà virtuali generate da elaboratori, o in corpi robotici. Tutto questo è minacciato da eventi cosmici che impongono di abbandonare la terra e rischiano poi di spazzar via la vita dall'intera galassia.

## Edizioni
Il romanzo è stato pubblicato in Italia il 26 febbraio 2003 nel numero 1460 della collana Urania.